# Höstfluga
Höstfluga (Musca autumnalis), även kallad för ansiktsfluga, är en fluga som hör till familjen egentliga flugor. Den blir cirka 7-8 millimeter lång och är grå med mörka längsgående ränder på mellankroppens ovansida. Höstflugan kan sprida sjukdomar hos nötkreatur och hästar då den dras till djurens ögonsekret och även till sår på kroppen. Den är en känd vektor för rundmaskar som Thelazia (ögonmask) och Parafilaria bovicola som orsakar skador i muskulaturen hos nötkreatur och bakterien Moraxella bovis som orsakar ögonsjukdomen infektiös bovin keratokonjunktivit (förkortat IBK, även känd som "pinkeye") hos nötkreatur.

## Kännetecken
Höstflugan blir cirka 7-8 millimeter lång och är grå i färgen med fyra mörka längsgående ränder på ovansidan av mellankroppen. Fasettögonen är stora och rödbruna. Hos hanen möts fasettögonen nästan över pannan. Mundelarna är sugande. Larven är gulvitaktig.

## Levnadssätt
Höstflugan genomgår fullständig metamorfos med utvecklingsstadierna ägg, larv, puppa och imago. Honorna lägger äggen i färsk spillning och där utvecklas också larven. Temperaturen är viktig för fluglarvens utveckling, det kan ta upp mot tre veckor för den att utvecklas till imago men under gynnsamma förhållanden kan det gå snabbare. De fullbildade flugorna håller sig i närheten av färsk spillnig och kring nötkreatur och hästar och irriterar djuren när de kryper kring ögon och i sår. Särskilt flughonorna dras till djurens ögonsekret och sårvätska som de suger upp för att få ett proteintillskott inför äggläggningen.

## Bilder

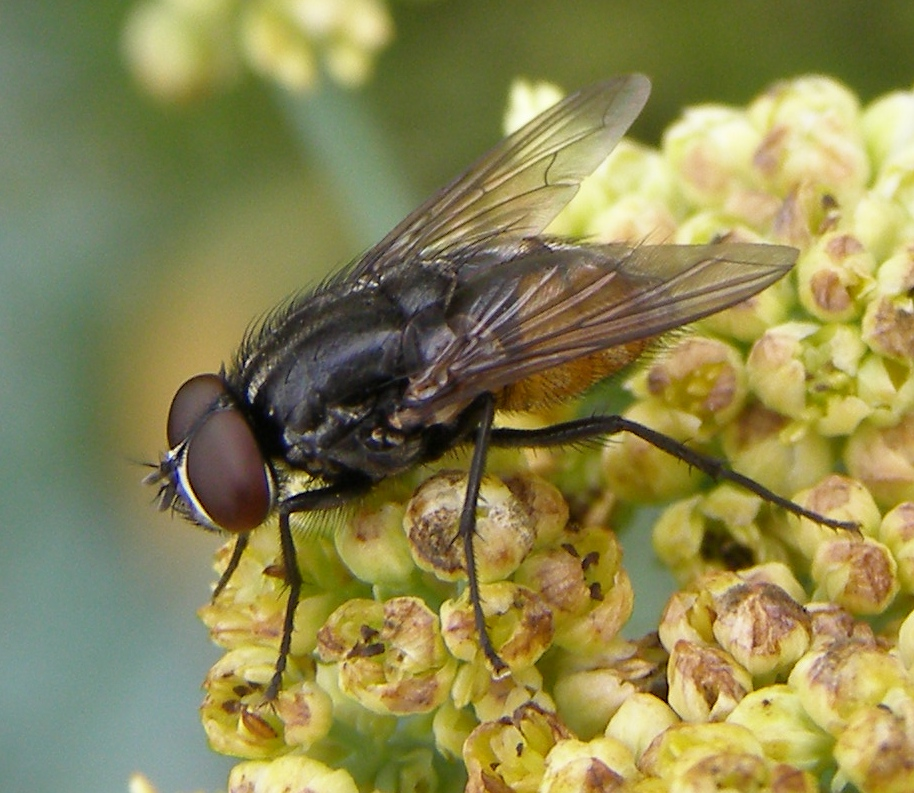
Höstfluga, hane.
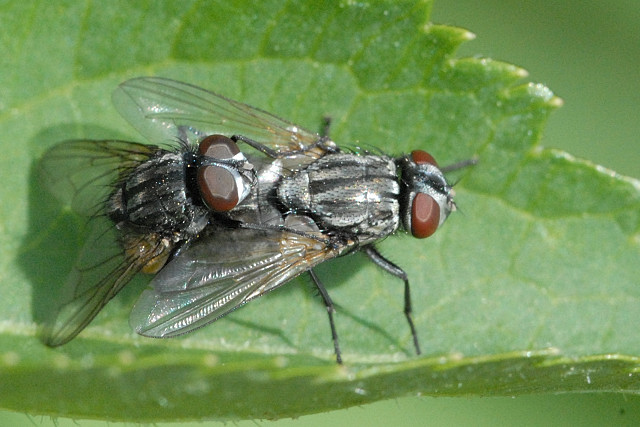
En hane och en hona som parar sig.
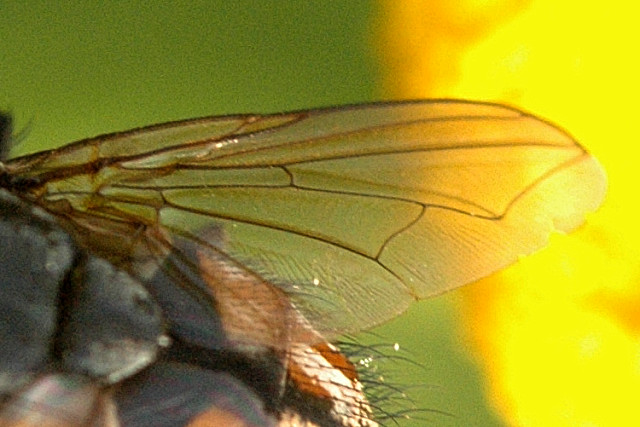
Detalj av vingen.